# 크리스 윌리엄스 (농구 선수)
크리스 윌리엄스(Chris Williams, 1980년 7월 9일 ~ 2017년 3월 15일)는 미국의 프로 농구 선수였다. 키가 6피트 6인치(198cm)인 스몰 포워드였다.

## 대학 경력
윌리엄스는 버지니아 대학에서 버지니아 캐벌리어스(Virginia Cavaliers)와 함께 대학 농구를 했다. 1999년 ACC 올해의 신입 선수로 선정되었다. 또한 2000년에 세컨드 팀 올 ACC(Second Team All-ACC)로, 1999년과 2001년에 서드 팀 올 ACC(Third Team All-ACC)로 선정되었다. "빅 스무스"(Big Smooth)라는 별명을 가졌다.

## 프로 경력
윌리엄스는 프랑크푸르트 스카이라이너스와 함께 플레이하면서 게임당 2.8개의 도루로 2004–05 유로리그를 이끌었다. 그는 2004년 프랑크푸르트에서 독일 BBL 챔피언십을 우승했다. 2005년부터 2007년까지 그는 울산 모비스 피버스와 함께 한국 KBL에서 뛰었다. 그는 또한 중국 CBA의 칭다오 더블스타(Qingdao DoubleStar)와 이란 농구 슈퍼 리그의 마흐람 테헤란(Mahram Tehran)과 함께 뛰었다.
유로리그에서 뛰기 전에 윌리엄스는 호주 NBL의 시드니 킹스에서 뛰었다. 킹스에서 그는 득점 선두였고, 높은 비율로 슛을 날렸으며, 최고 등급의 리바운더였으며, 이는 킹스가 최초의 NBL 챔피언십에서 우승하는 데 핵심 요소였다. 리그 MVP와 리그 결승전 MVP를 수상했다.
2009년 12월 25일 칭다오와 둥관 레오파즈의 경기에서 윌리엄스는 15득점, 11리바운드, 11어시스트, 11도루로 경기를 마무리하며 CBA 역사상 두 번째 쿼드러플더블을 기록했다. 칭다오가 122-103으로 승리했다.
2013년 10월 10일 윌리엄스는 시드니 킹스의 25주년 기념 팀에 임명되었다.

## 사망
윌리엄스는 2017년 3월 15일 심장 혈전으로 인해 사망했다.